# London Bridge
London Bridge is een van de bekendste bruggen over de Theems in Londen. Het is de oudste rivierovergang in de stad. De brug wordt weleens verward met de monumentale Tower Bridge. De huidige London Bridge is echter een modernere brug uit 1973.

## Geschiedenis

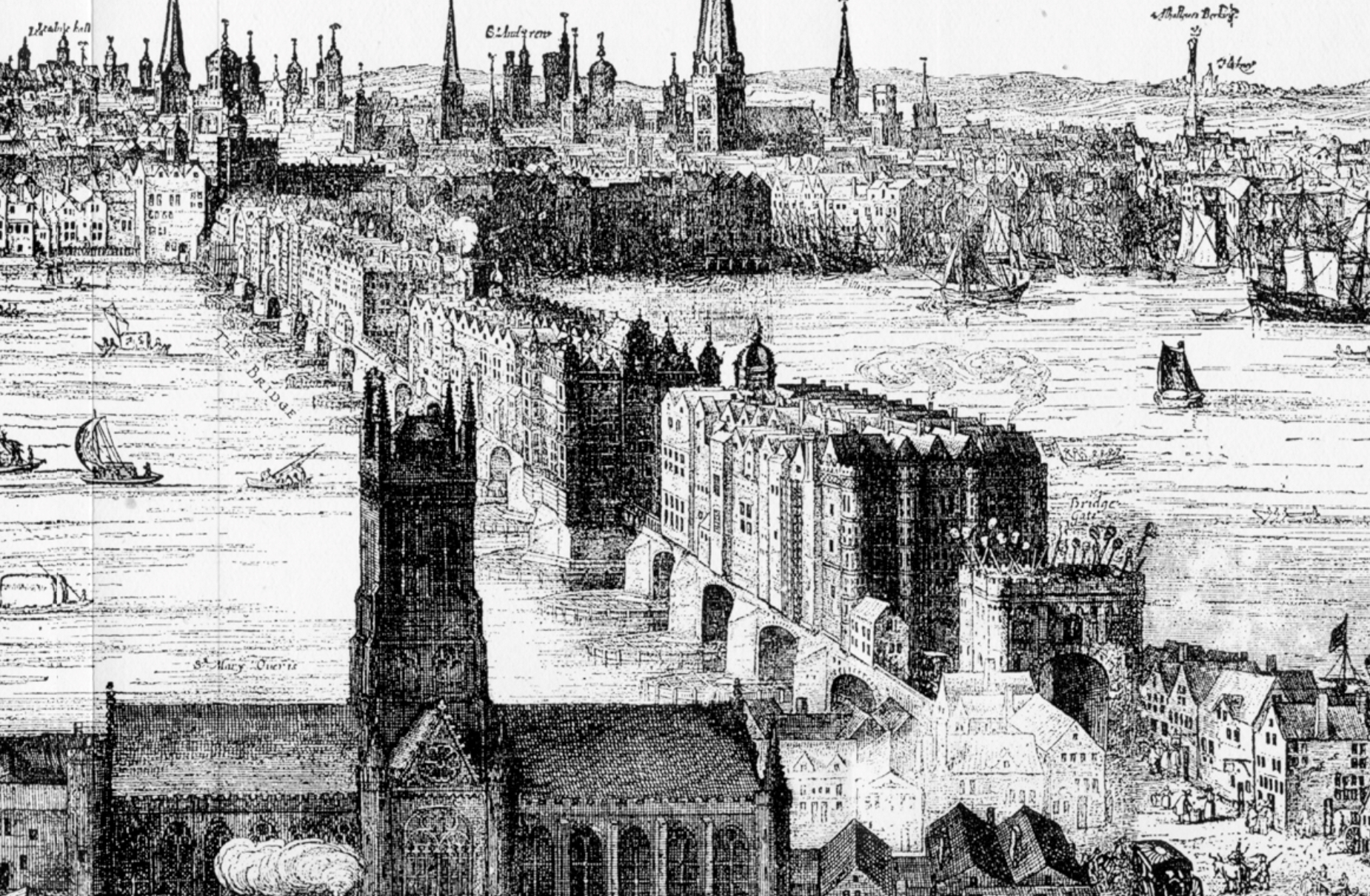
De middeleeuwse London Bridge op een gravure van Claes Jansz. Visscher uit 1616

De eerste brug op deze plek, tussen de huidige wijken City of London en Southwark, stamt uit de tijd van de Romeinen. Rond het jaar 50 bouwden zij een houten brug over de rivier. Na het vertrek van de Romeinen raakte de brug in verval, maar herstelwerkzaamheden of de bouw van een nieuwe brug voorkwam het verdwijnen ervan.
In 1014 werd de brug in brand gestoken door koning Ethelred II in een poging de Deense koning Sven Gaffelbaard de voet dwars te zetten. Mogelijk verwijst het kinderlied London bridge is falling down naar deze gebeurtenis.
De herbouwde brug was geen lang leven beschoren: hij raakte in 1091 zwaar beschadigd tijdens een storm en in 1136 woedde er een hevige brand. In 1176 werd begonnen met de bouw van een stenen brug die in 1209 werd voltooid. De bouw kostte 150 arbeiders het leven. Om de brug te kunnen bekostigen werden er huizen en winkels op gebouwd, sommige met verdiepingen tot wel zeven hoog. De brug raakte hierdoor overvol. Aan de zuidzijde was een toegangspoort en een ophaalbrug. De 19 bogen waaruit hij was opgebouwd belemmerden de scheepvaart en de pijlers zorgden voor gevaarlijke stromingen.
Midden op de brug, tussen de winkels en huizen, werd een kapel gebouwd door een Nederlandse bouwmeester. Het bijzondere hieraan was dat er voor de bouw van het kleine houten kapelletje geen enkel stukje metaal was gebruikt. De onderdelen werden vanuit Nederland verscheept in stukken, en op de brug met houten pluggen in elkaar gezet. De bouwmeester van de brug werd na zijn dood in deze kapel begraven.

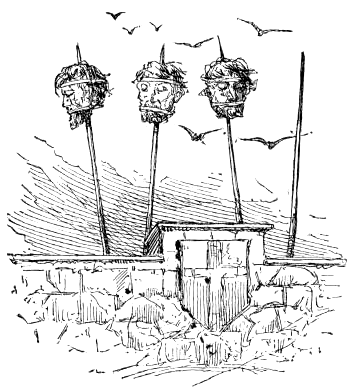
Gespietste hoofden op London Bridge

Aan het begin van de veertiende eeuw ontstond de gewoonte om de hoofden van terechtgestelde verraders op staken tentoon te stellen op de brug. Deze 'traditie' bleef lang in stand. Beroemde hoofden behoorden toe aan onder andere Sir Thomas More en Thomas Cromwell. Vermoedelijk was het hoofd van William Wallace een van de eerste. Koning Karel II maakte in 1660 een eind aan deze praktijk.
Doordat de brug zo vol was gebouwd (en daardoor ook te zwaar werd) konden ongelukken niet uitblijven. Op 10 juli 1212 brak er brand uit op de zuidoever van de Theems, dicht bij de brug. Duizenden mensen vluchtten over de brug naar de noordzijde of waren op weg om te helpen blussen en dus op weg naar de zuidzijde, toen de vlammen oversloegen naar de noordoever van de Theems. Ruim 3000 mensen kwamen om toen ze vast kwamen te zitten op de brug, die inclusief bebouwing afbrandde. Ter vergelijking, in de hele stad Londen woonden toentertijd 40.000 tot 50.000 mensen. Bij deze brand brandde de houten kapel ook af. De overblijfselen van de bouwmeester van de brug werden teruggevonden, maar deze werden in het water gegooid. Een brand in 1633 verwoestte de helft van de brug. Uiteindelijk besloot men rond 1760 de huizen te verwijderen en ten behoeve van de scheepvaart de middelste twee bogen samen te voegen tot een geheel.

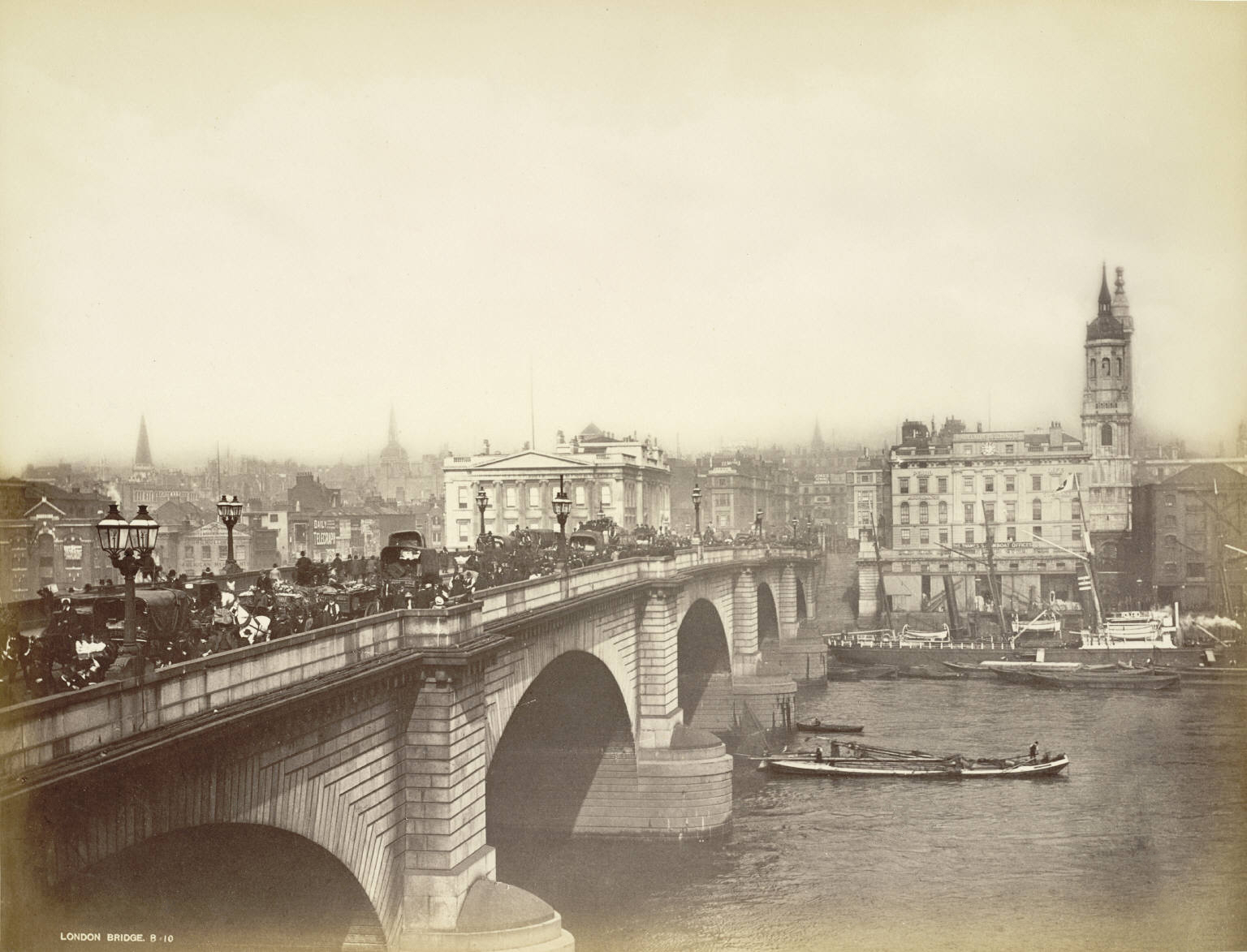
London Bridge eind 19e eeuw

Aan het eind van de 18e eeuw werd vastgesteld dat de ruim 600 jaar oude brug niet langer voldeed en ontstonden plannen voor een nieuwe. Deze kwam ten slotte tot stand in de jaren 1824-1831. Deze brug werd 30 meter ten westen van de oude brug gebouwd, waarna de oude brug werd afgebroken. De nieuwe en sierlijke brug, ontworpen door John Rennie, telde vijf bogen. Om het hoofd te bieden aan de groeiende verkeersstroom en verstopping van de binnenstad te voorkomen, werd hij in de jaren 1902-1904 verbreed. De fundering was hiertegen echter niet bestand, bovendien ontdekte men dat de brug langzaam aan het verzakken was.

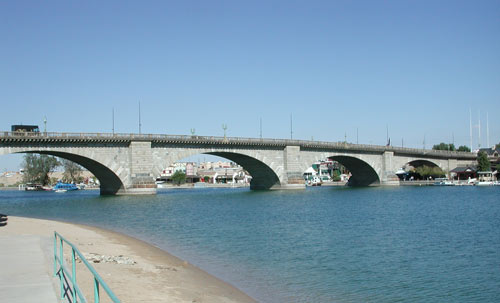
London Bridge in Lake Havasu, 2003

De brug van Rennie werd in 1968 verkocht aan de rijke Amerikaanse ondernemer Robert P. McCulloch voor een bedrag van 2.460.000 dollar (wat overeenkwam met £1.000.000). Het gerucht ging dat McCulloch dacht dat hij de Tower Bridge had gekocht, maar dat verhaal is beslist niet waar.
De brug werd in stukken vervoerd naar Amerika, waar hij weer in elkaar werd gezet in Lake Havasu City in Arizona. Daar werd hij opengesteld in oktober 1971. Hoewel velen McCulloch voor gek verklaarden, werd de gereconstrueerde brug in Amerika een toeristisch succes. Een van de stenen van de afgebroken brug is door de Engelse plaats Amersham cadeau gegeven aan de stad Amersfoort. Daar is deze steen nog altijd te zien in de collectie keien die Amersfoort rijk is.
De opbrengst van de verkoop van de brug werd gebruikt voor de financiering van de huidige brug, die gebouwd werd tussen 1967 en 1972. Het is een sobere constructie, bestaande uit drie betonnen overspanningen. De brug is op zijn taak berekend, maar spreekt minder tot de verbeelding dan zijn voorgangers.

## Verwijzingen
- London Bridge is ook de naam van een kalkstenen eiland in de Grote Oceaan, aan de zuidoostkust van Australië. Vroeger zat het met een stenen boog aan Australië vast, maar door erosie is de boog in 1990 ingestort. Toen de boog instortte waren er nog een paar mensen op het eiland die met een helikopter gered moesten worden.
- In de Suske en Wiske-strip De Knokkersburcht gooit Jerom tijdens de Highland Games, die bij de Knokkersburcht worden gehouden, een paal op de London Bridge.
- In het eerste seizoen van de serie Vikings: Valhalla veroveren de Vikingen onder leiding van Knoet de Grote Londen na een deel van London Bridge te hebben verwoest.